# Suzanne Eaton
Suzanne Eaton (Oakland, California, 23 de diciembre de 1959-Creta, 2 de julio de 2019) fue una científica y profesora de biología molecular estadounidense que trabajaba en el Instituto Max Planck de Biología Molecular y Genética en Dresde, Alemania.

## Educación y vida tempranas
Eaton nació el 23 de diciembre de 1959, en Oakland, California. Uno de los ejemplos a seguir que ella consideró de niña era Spock, el personaje de la franquicia Star Trek, según ella misma: "debido a su aproximación racional al problema que soluciona". También fue una talentosa pianista, habiendo aprendido a tocar a la edad de ocho años.
Eaton completó un B.S. en Biología en la Universidad Brown en 1981 antes de ganar un Ph.D. en Microbiología en la Universidad de California de Los Ángeles en 1988. Su tesis, análisis Molecular, fue completado bajo la supervisión de Kathryn Calame. Le fue otorgado el premio Sydney C. Rittenberg a la Consecución Académica Señalada en Microbiología por la Asociación de Mujeres Académicas en 1988 por su tesis doctoral.

## Carrera e investigación
Eaton empezó su carrera de investigación trabajando sobre la cadena pesada de genes de inmunoglobulina en la Universidad de California, Los Ángeles, en el laboratorio de Kathryn Calame. En 1988, Eaton decidió cambiar de la investigación genética a los campos de biología del desarrollo, investigando cómo las células obtienen sus identidades de tejido en la mosca de la fruta, Drosophila melanogaster, en el grupo de Thomas B. Kornberg en la sede de la Universidad de California en San Francisco. En 1993 se mudó a Alemania  para trabajar en el Laboratorio Europeo de Biología Molecular en Heidelberg en el grupo de Kai Simons, donde combinó su pericia en microbiología y biología del desarrollo para investigar cómo las células de ayuda del citoesqueleto logran su polaridad en tejidos, utilizando la mosca de la fruta como sistema de modelo. En 2000, Eaton se convirtió en una de los líderes fundacionales en el Instituto Max Planck de Biología celular Molecular y Genética en Dresde, Alemania, donde su grupo investigó cómo señalizar las moléculas y las propiedades mecánicas de las células para la conformación de tejidos en la mosca de la fruta. En 2015, se convirtió en profesora de desarrollo de biología celular en invertebrados en la Universidad Técnica de Dresde.

## Premios y honores
En 2006, fue premiada con el Premio Junior de Biología Celular para Mujeres por Excelencia en la Investigación otorgado por la Sociedad norteamericana de Biología celular.

## Vida personal y asesinato
Eaton se casó con el científico británico Anthony A. Hyman; tuvieron dos hijos, Max y Luke. Practicaba atletismo, era corredora amateur, y cinturón negro en taekwondo.
Eaton desapareció el 2 de julio de 2019. Fue vista por última vez tocando el piano en el vestíbulo del hotel donde asistía a una conferencia en la Academia ortodoxa en La Canea, Creta. Después desapareció tras ir a dar una caminata. La policía griega encontró su cadáver el 8 de julio dentro de un búnker abandonado de la Segunda Guerra Mundial, en una zona de difícil acceso. Aunque su familia creía que mientras salía a correr, como tenía costumbre, podría haber sufrido una insolación, tras determinarse que murió por asfixia, se inició una investigación por homicidio.
Ante las pesquisas policiales, un granjero griego de 27 años, casado y padre de dos hijos, se declaró culpable del brutal asesinato de Suzanne Eaton. Muy activo en redes sociales y Youtube, se había grabado en anteriores ocasiones en el lugar del crimen. Yiannis Paraskakis declaró que atacó a la científica por "motivos sexuales", arrollándola con su automóvil para dejarla inconsciente. Después la introdujo en el maletero y la trasladó a la cueva. Eaton despertó y se defendió fuertemente, como indicaban las uñas rotas, de las que se pudo recoger ADN del agresor, y heridas en las manos, pero fue violada y estrangulada.

## Obras notables
- Eaton, Suzanne (julio de 1995). "Apical, basal, y lateral cues para epithelial polarización." Célula. 82: 5.
- Eaton, Suzanne (diciembre de 1996). "Funciones para Rac1 y Cdc42 en cabello y polarización planares outgrowth en el ala de Drosophila." Revista de Biología de Célula. 135: 1277.
- Eaton, Suzanne (mayo de 2005). "Partículas de lipoproteína están requeridas para Erizo y Wingless señalando." Naturaleza. 435: 58.
- Eaton, Suzanne (septiembre de 2010). "Flujo de célula Reorienta el Eje de Polaridad Planar en el Epitelio de Ala de Drosophila." Célula. 142: 773.